# بريناري صلب
بريناري صلب (الاسم العلمي:Parinari rigida) هو نوع من النباتات يتبع جنس البريناري من فصيلة البلوطية الذهبية.